# 具足屋嘉兵衛
具足屋 嘉兵衛（ぐそくや かへえ、生年不明‐明治18年（1885年））は、江戸時代末期から明治時代にかけての地本問屋。

## 来歴
姓は福田氏。浮世絵師の歌川国春こと、具足屋佐兵衛の子。嘉兵衛は2代目で、歌舞伎役者・嵐冠十郎の孫にあたる。
幕末から明治8年（1875年）頃まで人形町4丁目、後に長谷川町松五郎地借で地本問屋を営業している。歌川国芳、2代目歌川国輝、歌川芳盛、3代目歌川広重、4代目歌川国政、月岡芳年、豊原国周、楊洲周延の錦絵を出版している。また、明治7年（1874年）に錦絵新聞『絵入東京日日新聞』を創刊、解説文を条野採菊、高畠藍泉が書き、挿絵を落合芳幾が描いている。
3代目は福田熊治郎が継いでいる。

## 作品
- 歌川国芳 『盤上太平記』 大判3枚続 錦絵
- 2代目歌川国輝 『大集諸色能大さがり』 大判3枚続 錦絵 慶応3年（1867年）
- 歌川芳盛 『本能寺合戦之図』 大判3枚続 錦絵 明治2年（1869年）
- 3代歌川広重 『東京名所人形町通為替会社繁栄之図』
- 3代歌川広重 『東京名所写真十二景』
- 豊原国周 『お竹大日如来』 元治元年
- 豊原国周 『勧進帳 三升』 大判 錦絵 大首絵シリーズの一 明治2年
- 4代目歌川国政 『東京神田万代橋繁栄之図』 大判3枚続 錦絵 明治6年ころ
- 楊洲周延 『東京両国橋真景』
- 月岡芳年 『名誉新談』 大判 錦絵揃物 明治8年